# 松平吉邦
松平 吉邦（まつだいら よしくに）は、江戸時代中期の大名。越前国福井藩8代藩主。官位は従四位下・左近衛権少将、伊予守。

## 生涯
延宝9年（1681年）1月12日、越前松岡藩主・松平昌勝の六男として江戸にて誕生した。母は秋山氏。幼名は勝千代。のち父より1字を取って諱を昌尚（まさなお）と名乗る。元禄14年（1701年）3月5日、叔父で7代藩主に就任（再任）していた松平昌明（昌親）の養嗣子となり、同年12月18日、従四位下・大炊頭に叙任、昌邦（まさくに）と諱を改めた。
宝永元年（1704年）10月28日、昌明が5代将軍・徳川綱吉より越前家の慣例通りに一字（偏諱）を拝領して「吉品」と改名した際に、昌邦も同じく一字を拝領して「吉邦」と改名、同年12月11日、侍従に任じられた。宝永7年（1710年）7月5日、吉品の隠居により跡を継いだ。正徳4年12月18日（1715年）、左近衛少将に任じられ、伊予守を名乗る。
享保6年（1721年）12月4日、福井にて41歳で死去し、父から越前松岡藩主を継いでいた兄の昌平改め宗昌が跡を継いだ。墓所は福井県福井市足羽の運正寺、東京都品川区南品川海晏寺。院号は昇安院。
吉邦の言動をまとめた記録「明君言動録」が残っている。

## 藩政
藩政においては「御国反乱程之困窮」といわれた財政の再建に力を入れた。正徳元年（1711年）11月、藩内に倹約令を出し、勘定奉行の田中条左衛門を罷免して人事を一新し、さらに経費節減や倹約を推進し、民政にも尽力した。特に民政では領民に対して善政を敷いて大いに慕われ、倹約においてもその方針が時の将軍・徳川吉宗の政策と一致し、吉宗から大いに賞賛されたと言われている。これが好評を受けてか、享保5年（1720年）から、越前国内の幕府領のうち10万石余が預けられること（預所）となった。預所は時折の増減を経ながら、廃藩まで預けられた。
享保年間に、藩の祐筆の松波正有の編纂による「帰鴈記」が完成した。これは越前国内の名所、城跡、社寺（跡）、山川などの地誌であり、写本の奥書によると、正徳2年（1712年）には一応の稿が完成していたが、史跡調査に関心の高かった吉邦が補訂充実を命じ、享保年間に至って藩へ提出したらしい。
これに影響を受けたのか、吉邦の上命により享保5年（1720年）「越前国城跡考」（「越前国古城跡并館屋敷蹟」「越前国古城館屋敷改帳」）が編纂された。これは越前国の全域（自領、幕府領、他藩領を問わず）を調査し、城跡152か所、館跡64か所、屋敷跡105か所など合計330か所の城郭遺跡を調査・レポートしたものである。享保3年（1718年）に儒者の伊藤龍洲に命じ、第6代藩主・綱昌の代に編纂された家史を増改訂する形で、「越前世譜」（一冊本）を完成させた。1冊のうちに藩主の代ごとに巻を立て、初代秀康から先代吉品までが記録されている。
また吉邦は父の昌勝に似て、大の相撲好きであったと伝わり、相撲に関しての多くの逸話が残っている。
正徳4年（1714年）7月、兵法家・軍学者の大道寺友山を客分として召抱えた。

## 系譜
- 父：松平昌勝
- 母：秋山氏
- 養父：松平昌親
- 正室：梅姫（? - 1733年） - 中納言日野西国豊の娘
  - 長女：遠山大童女（? - 1711年）
  - 長男：円融大童子（? - 1717年）
  - 次男：春台空華大童子（? - 1719年）
- 側室：八重（? - 1769年） - 辻宗庵の娘
  - 次女：勝姫（1720年 - 1743年） - 照光院、松平宗矩正室
  - 三男：伊織（1722年 - 1723年）
- 養子：松平宗昌（1675年 - 1724年） - 松平昌勝の三男